# أطفال الذرة 4: التجمع
أطفال الذرة 4: التجمع (بالإنجليزية: Children of the Corn IV: The Gathering)‏ هو فيلم رعب تم إنتاجه في الولايات المتحدة وصدر سنة 1996 بطولة ناعومي واتس وبرينت جينينغز وهو الجزء الرابع من سلسلة أفلام «أطفال الذرة».

## القصة
يصاب جميع الأطفال في المدينة خلال الليل بالحمى والتشنجات. في اليوم التالي يبدأون في أن يصبحوا أشرارًا، ويغيرون أسماءهم لأسماء الأطفال الذين قُتلوا منذ فترة طويلة، ثم يبدؤون بقتل أي شخص بالغ في طريقهم، بأشكال شريرة وغامضة. تحاول امرأة شابة عادت للتو إلى المدينة معرفة ما يحدث، بينما تحاول حماية أختها الصغيرة المتحوّلة. ومع ذلك، بدأ الأطفال في إحياء قائدهم...

## وصلات خارجية
أطفال الذرة 4: التجمع على موقع IMDb (الإنجليزية)
- أطفال الذرة 4: التجمع على موقع روتن توميتوز (الإنجليزية)
- أطفال الذرة 4: التجمع على موقع نتفليكس (الإنجليزية)
- أطفال الذرة 4: التجمع على موقع ألو سيني (الفرنسية)
- أطفال الذرة 4: التجمع على موقع Turner Classic Movies (الإنجليزية)
- أطفال الذرة 4: التجمع على موقع أول موفي (الإنجليزية)
- أطفال الذرة 4: التجمع على موقع فيلمافينيتي (الإسبانية)
- أطفال الذرة 4: التجمع على موقع قاعدة بيانات الأفلام السويدية (السويدية)
- أطفال الذرة 4: التجمع على موقع قاعدة بيانات الفيلم (الإنجليزية)
- أطفال الذرة 4: التجمع على موقع ليتربوكسد (الإنجليزية)